# Dineutus assimilis
Dineutus assimilis es una especie de escarabajo del género Dineutus, familia Gyrinidae. Fue descrita científicamente por Kirby en 1837.
Habita en los Estados Unidos (Florida, Texas y Arizona), Colombia y Canadá (Nueva Escocia, Columbia Británica). Los machos miden 9.9–11.1 mm y las hembras 10–11.3 mm.